# Wickham St. Paul
 (avril 2023).
Wickham St. Paul est un village et une paroisse civile de l'Essex, en Angleterre.